# Madrasa

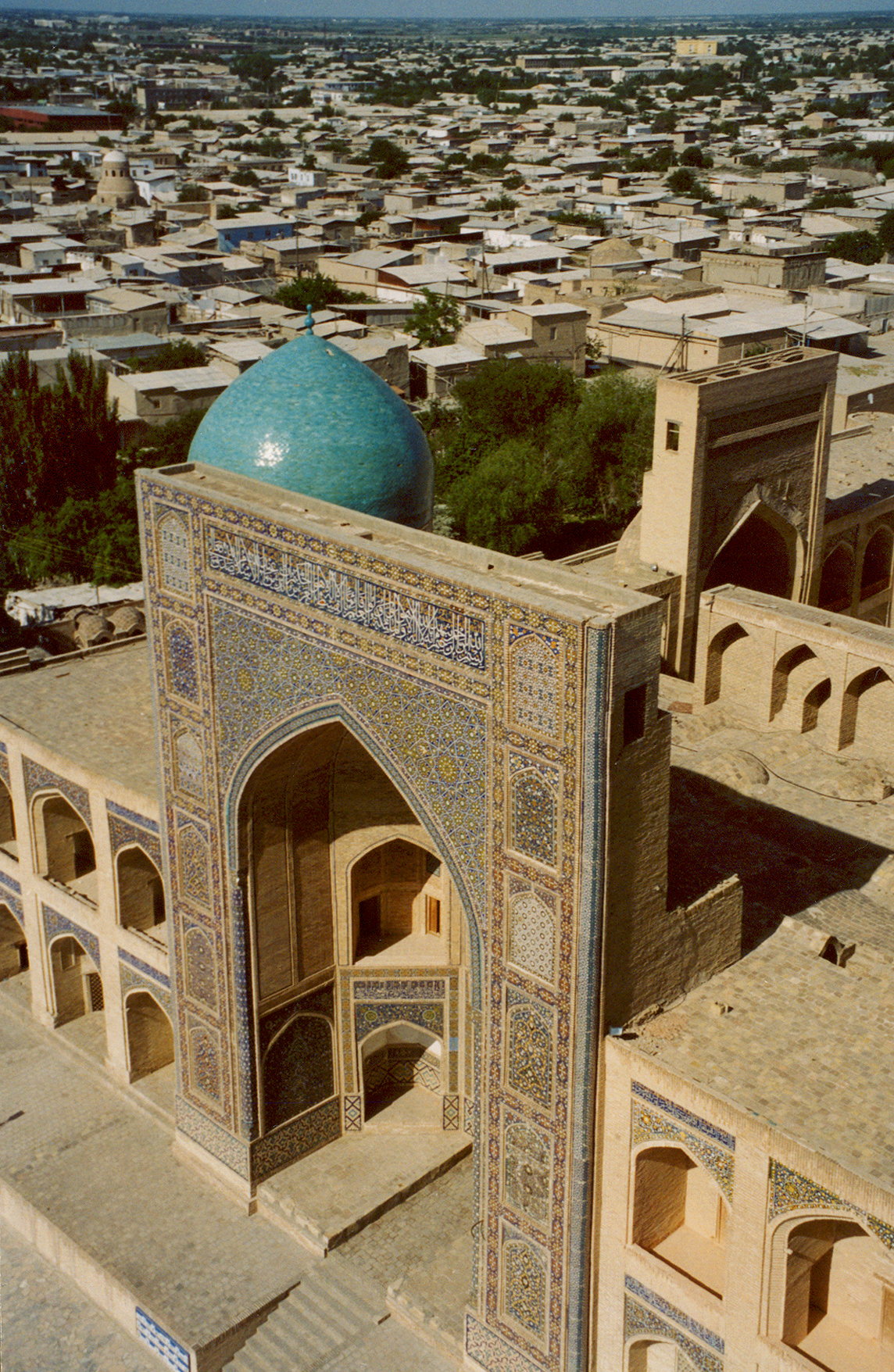
Mir-i-Arab-Medrese in Buchara

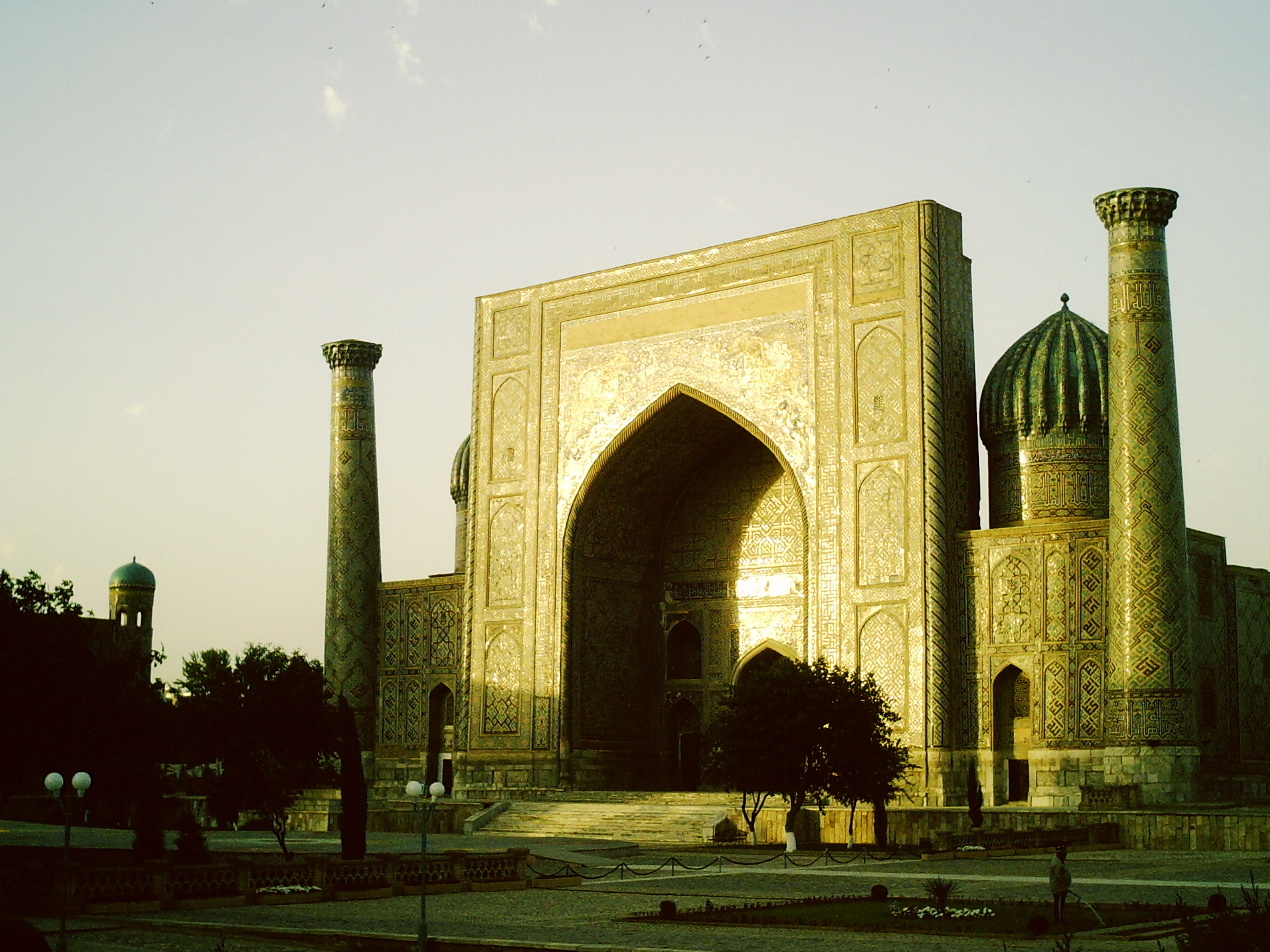
Die Scherdor-Medrese in Samarkand

Medrese oder Madrasa (arabisch مدرسة ‚Ort des Studiums‘, Plural Madāris; türkisch medrese), im Deutschen auch Medresse, ist seit dem 10. Jahrhundert die Bezeichnung für eine Lehreinrichtung, in der den islamischen Grundsätzen gemäß das Wissen der Zeit vermittelt werden soll. In heutiger Zeit hingegen wird damit in bestimmten Regionen mit zwei parallelen Schulsystemen (z. B. Bangladesch und Pakistan) eine islamische Schule für Kinder (umgangssprachlich Koranschule oder Islamschule) in Abgrenzung zu einer allgemeinbildenden Schule bezeichnet. Hierzu gehört die einführende Koranschule, die als Maktab oder Kuttāb bezeichnet wird. In der arabischen Welt sowie in einigen weiteren Sprachen, die diesen Begriff unmittelbar aus dem Arabischen übernommen haben, z. B. im Persischen, wird heute allgemein jede Schule als Madrasa bezeichnet.
Die Größe von Madrasas variiert erheblich: Während einige nur aus einem einzigen Unterrichtsraum bestehen, umfassen andere einen ganzen Komplex von Gebäuden mit speziellen Räumlichkeiten für die Lehre, die Bibliothek, die Unterbringung von Schülern und Lehrern sowie für den Gottesdienst.
Personen, die eine Madrasa-Ausbildung vollständig durchlaufen haben, erhalten häufig bestimmte Ehrentitel wie Mullah (in Iran), Mawlawī (in Südasien) oder Huddschat al-Islām (im Schiismus).

## Lehrplan und Finanzierung
Zu den Kerndisziplinen der Madrasa gehören Fiqh-, Usūl al-fiqh- und Hadithwissenschaft, arabische Sprachlehre (Klassisches Arabisch) und Koranwissenschaften. Darüber hinaus wurden – insbesondere in den frühen und einflussreichen, Nizāmīya genannten Madāris (oder Medresen) in Bagdad, Nischapur, Isfahan und Basra – auch Naturwissenschaften sowie Logik und Mathematik unterrichtet: Die berühmten Universalgelehrten Omar Chayyām, Ibn al-Haytham und Ibn Sīnā entstammen diesen einflussreichen seldschukischen Medresen.
Die Madrasa wird üblicherweise durch eine fromme Stiftung finanziert. Dem Stifter steht es dabei zu, das Lehrprogramm sowie die Anzahl der Studenten, Lehrer und anderen Bediensteten festzulegen.

## Geschichte

### Etymologie, Anfänge und Verbreitung
Der Ausdruck Madrasa leitet sich (wie möglicherweise auch der Städtename „Madras“) vom arabischen Verb دَرَسَ, DMG darasa ‚lernen, studieren‘, mit Präfix ma- des Ortes, ab und betraf ursprünglich den Ort, an dem das Studium der islamischen Rechtslehre (Fiqh) stattfand. Anfangs waren Moscheen, insbesondere Freitagsmoscheen, die wichtigsten Orte für die Vermittlung von Kenntnissen in dieser Disziplin. Im 10. Jahrhundert wurden im zentralasiatischen Chorasan mit der Gründung der ersten Madrasas erstmals spezialisierte Lernorte für islamisches Recht geschaffen. Eine der ältesten erhaltenen Madrasas in Zentralasien ist Chodscha Maschhad (11./12. Jahrhundert) im heutigen Südwesten Tadschikistans.
Die Einführung der Madrasa im Irak erfolgte in der zweiten Hälfte des 11. Jahrhunderts, als zwei Amtsträger des Seldschuken-Reiches, der Wezir Nizam al-Mulk (1018–1092) und der Finanzminister (mustaufī) Scharaf al-Mulk, zwei Madrasas in Bagdad gründeten. Nizam al-Mulk begnügte sich nicht mit der Errichtung seiner Madrasa in Bagdad, sondern gründete solche Schulen noch in mehreren anderen Städten wie Nischapur, Mossul und Balch. Mit diesen als Nizāmīya bezeichneten Schulen erreichte das staatlich geförderte Madrasa-Wesen seinen ersten Höhepunkt. Im frühen 12. Jahrhundert gründeten Sunniten, die zu einflussreichen Positionen im Fatimidenreich gelangt waren, die ersten Madrasas in Ägypten. Zum wichtigsten Förderer der Madrasa in der zweiten Hälfte des Jahrhunderts wurde Saladin. Er gründete Madrasas nicht nur in Kairo, sondern auch in den neu von ihm eroberten Gebieten Syrien, Palästina und im Hedschas. Die frühen Madrasas waren alle entweder auf den schafiitischen oder hanafitischen Madhhab ausgerichtet. In traditionalistischen Kreisen, insbesondere bei den Hanbaliten, gab es noch lange Zeit religiöse Vorbehalte gegenüber der neuen Institution. Im Jahre 1234 gründete der abbasidische Kalif al-Mustansir mit seiner al-Madrasa al-Mustansiriyya zum ersten Mal eine Madrasa, die alle vier sunnitischen Madhhabs einbezog. Später wurden solche Vier-Madhhab-Madrasas auch an anderen Orten, zum Beispiel in Kairo und Mekka, errichtet.
Im 13. Jahrhundert wurde die Madrasa durch die Hafsiden (1229–1574) und Meriniden auch im Maghreb eingeführt. Die erste Madrasa auf dem Gebiet des heutigen Tunesien war die 1258 gegründete Madrasat al-Maʿrad in Tunis. Auf dem Gebiet Marokkos war die 1285 von Abu Yusuf Yaqub errichtete Madrasat as-Saffārīn die erste Bildungsinstitution dieser Art.

### Entwicklung in Südasien

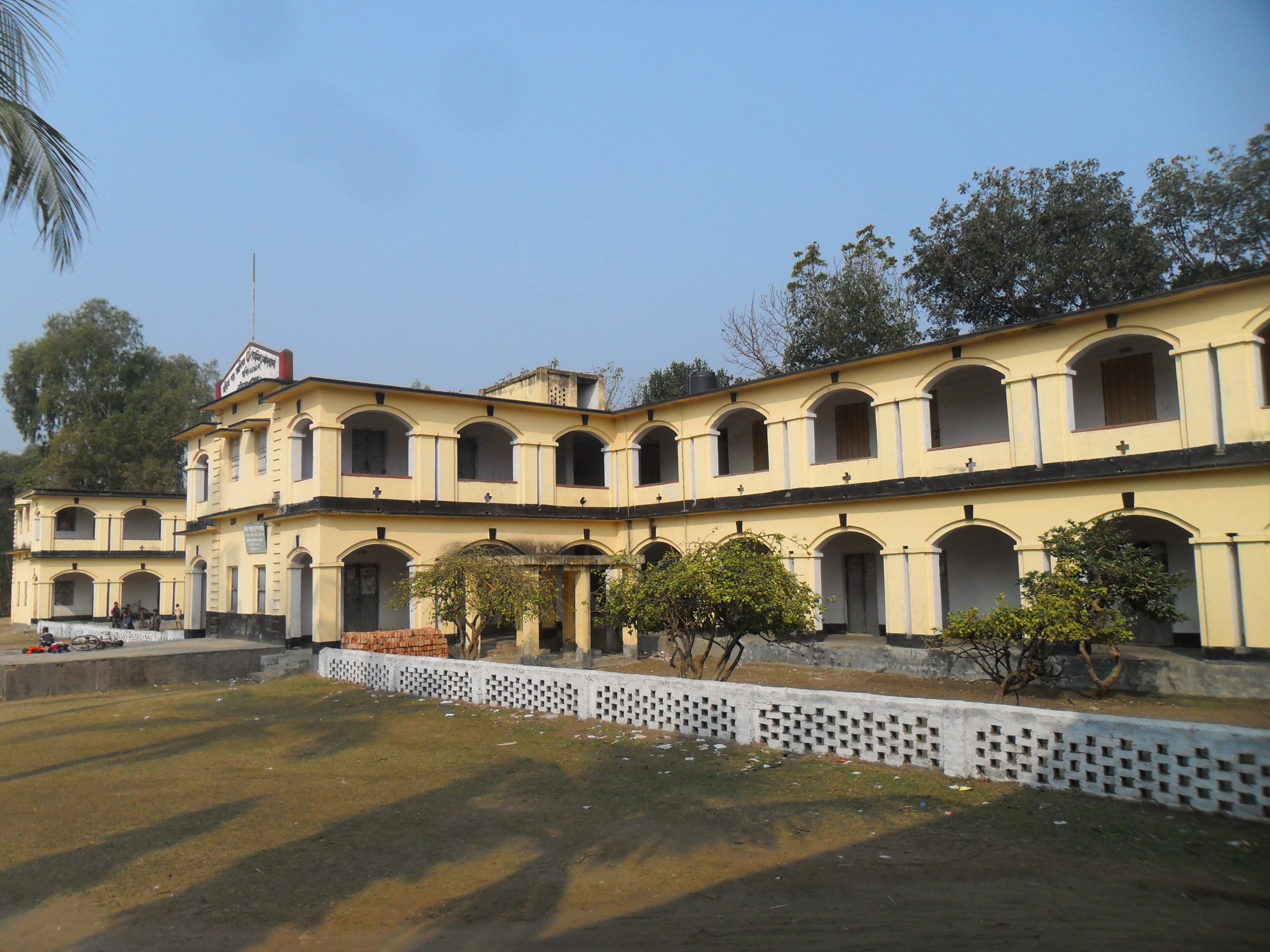
Die 1939 in der Nähe von Rangpur in Bangladesch errichtete Mohimaganj-Madrasa

In Indien wurden die ersten Madrasas ebenfalls schon im 13. Jahrhundert gegründet. Um die Mitte des 18. Jahrhunderts wurde hier mit dem Dars-i Nizāmī, einem Lehrcurriculum, das die Gelehrten von Farangi Mahall entwickelt hatten, die Madrasa-Ausbildung standardisiert. Sie umfasste neben Traditionswissenschaften (manqūlāt) auch rationale Wissenschaften (maʿqūlāt). Zu ersteren gehörten arabische Grammatik und Syntax (ṣarf wa-naḥw), Rhetorik (balāġa), Rechtstheorie (Usūl al-fiqh), Hadith-Wissenschaft und Koranexegese, zu letzteren Logik (manṭiq), Weisheitslehre (ḥikma), Theologie (Kalām) und Mathematik (riyāḍīyāt). Während der britischen Kolonialzeit kam es unter den muslimischen Gelehrten zu Diskussionen darüber, wie weit auch die modernen westlichen Wissenschaften in die Madrasa-Ausbildung integriert werden sollten. Während es in Farangi Mahall selbst diesbezüglich eine große Offenheit gab, waren die Gelehrten des 1866 neu gegründeten Dar ul-Ulum Deoband erheblich zurückhaltender. Insbesondere Rashid Ahmad Gangohi, einer der Mitbegründer der Schule, lehnte die modernen westlichen Wissenschaften ab. Keine Vorbehalte gab es dagegen hinsichtlich der Verwendung der modernen Drucktechnik zur Verbreitung der eigenen Bücher.

### Entwicklung in Westafrika
In Mali ist die Madrasa noch eine relativ junge Erscheinung. Die ersten beiden Einrichtungen wurden 1946 in Kayes und Ségou gegründet. Zwar standen sowohl die französische Kolonialmacht als auch später das Regime von Modibo Keïta den Madrasas ablehnend gegenüber, doch hatten diese großen Zulauf. Im Jahre 1983 besuchten insgesamt 60.000 Schüler eine solche Einrichtung. 1985 wurden die Madrasas von der Regierung als Erziehungseinrichtungen anerkannt. In dem Dekret, das die Madrasas gleichzeitig dem Erziehungsministerium unterstellte, wurde die „Malische Organisation für Einheit und Fortschritt“ (Association malienne pour l'unité et le progrès de l'islam – AMUPI) als Repräsentant der Madrasas in den Verhandlungen mit den staatlichen Stellen bestimmt. 1986 verabschiedete das Erziehungsministerium ohne Konsultation der Madrasa-Leiter ein neues Unterrichtsprogramm für die Madrasas, das neue einheitliche Prüfungen für das „Grundlegende Lehrdiplom“ (Diplôme d’enseignement fondamental – DEF) vorsah. Für das Unterrichtsjahr 1987/88 waren diese Prüfungen erstmals obligatorisch. Schüler, die sich weigerten, an den Prüfungen teilzunehmen, wurden ab 1988 von Stipendien für Studienaufenthalte im Ausland ausgeschlossen. Die Madrasa-Leiter protestierten gegen die staatliche Bevormundung und legten im September 1988 dem neuen Erziehungsminister einen eigenen Entwurf für das Lehrprogramm vor. Das Erziehungsministerium nahm diesen Entwurf an und richtete im selben Jahr für die Madrasa-Lehrer zwei Ausbildungsprogramme ein, die auch eine praktische Ausbildung vorsahen. Das eine Programm wurde von der Islamischen Organisation für Bildung, Wissenschaft und Kultur betreut und finanziert, das andere von dem Islamisch-Afrikanischen Zentrum in Khartum. 1989 wurde die Kontrolle der Madrasas dem „Zentrum für die Förderung der arabischen Sprache“ (Centre pour la promotion de la langue arabe – CPLA), einer Abteilung des Malischen Erziehungsministeriums, übertragen.

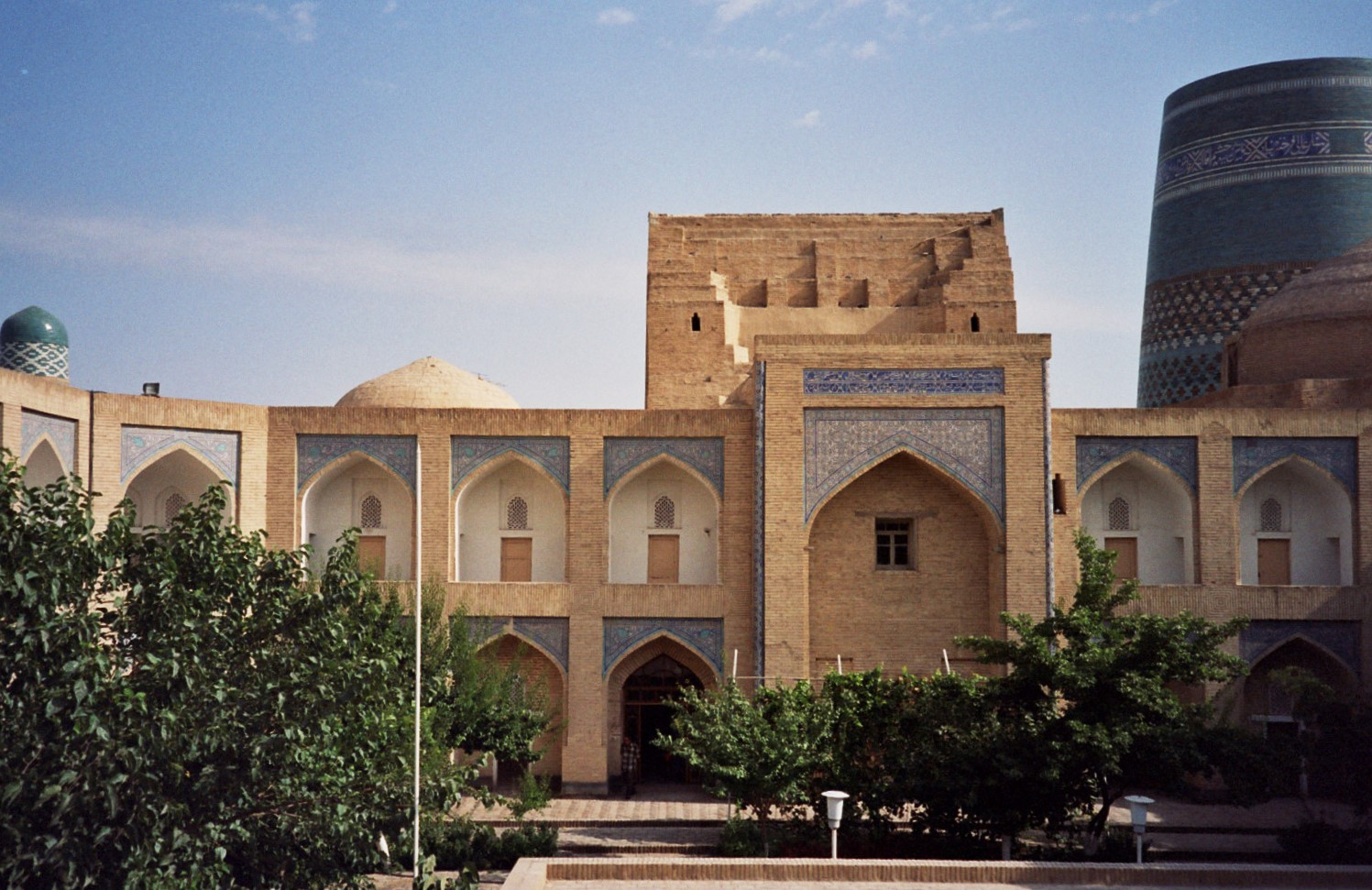
Muhammed-Amin-Khan-Madrasa in Chiwa

In den Ländern des Maghreb ist die Madrasa eine der drei Ausbildungsstufen der traditionellen islamischen Bildung, die zusammenfassend als Mahadra (arabisch: maḥḍara, Pl.: maḥāḍir = ‚Sitzung‘, ‚Anwesenheit‘ – beim Lehrer, Gastgeber u. a.) bezeichnet werden. Hierzu gehört die einführende Koranschule, die als Maktab oder Kuttāb bezeichnet wird. Sie beschränkt sich zunächst ausschließlich auf das Auswendiglernen (ḥifẓ) des Korantextes und die Schreibung desselben. Zur Mahadra gehören ferner die vertiefende Ausbildung an der Madrasa (auch Mahadra im engeren Sinn) und die religiöse Spezialisierung, die in der Zāwiya erfolgt. Im Erziehungssystem Senegals spielt die Daara als traditionelle islamische Bildungsinstitution eine wichtige Rolle.